# Босковице
Босковице (на чешки: Boskovice; на немски: Boskowitz) е град в Моравия на 15 km северно от Бланско и на 33 km северно от Бърно, разположен в покрайнините на Драханското възвишение. Североизточно от града се намират едноименния язовир Босковице и природен парк Ржехоржко Корженецко. През южната част на града тече потока Бела, приток на Свитава. Градът има население от 11 566 души, по данни от 2016 г. През 1990 г. центърът на града, включително гетото, е обявен за градска историческа зона.

## История
Босковице е основан през 11 век и получава статут на град през 14 век. До Втората световна война, в града се намира една от най-големите еврейски общности в Моравия.

## Градски части
- Бачов (от 1981 г.)
- Босковице
- Храдков (от 1976 г.)
- Младков (от 1968 г.)
- Вратиков (от 1976 г.)

В миналото, административна част от Босковице са били общините Хрудихроми (1976 – 1991), Лхота Рапотина (1980 – 1991), Лудиков (1986 – 1992), Немчице (1986 – 1991), Судице (1980 – 1991), Уезд у Босковиц (1981 – 1992), Валхов (1986 – 1991) и Веленов (1986 – 1992).

## Забележителности
- Еврейската част
- Готически крепост от 13 век
- Укрепление Босковице
- Замък Босковице от 19 век
- Църквата Св. Яков от 1346 г.
- Евангелистката църква от 1941 г.
- Църквата „Вси Светии“
- Фестивал Босковице